# Thelairosoma flavipalpe
Thelairosoma flavipalpe là một loài ruồi trong họ Tachinidae.